# 日本海军特别陆战队司令部旧址
日本海军特别陆战队司令部旧址位於中華人民共和國上海市虹口區東江灣路1號，靠近四川北路和黃渡路，曾經是日本海军特别陆战队的司令部所在地，佔地約6130平方米，內有辦公樓、倉庫和2200平方米的操場。該建築始建於1924年。1945年，日本在第二次中日戰爭中戰敗投降，該建築被國民政府所接收，先後成為淞滬警備司令部和上海港口司令部所在地。中國人民解放軍佔領上海後該建築被中國人民解放軍接管和使用。

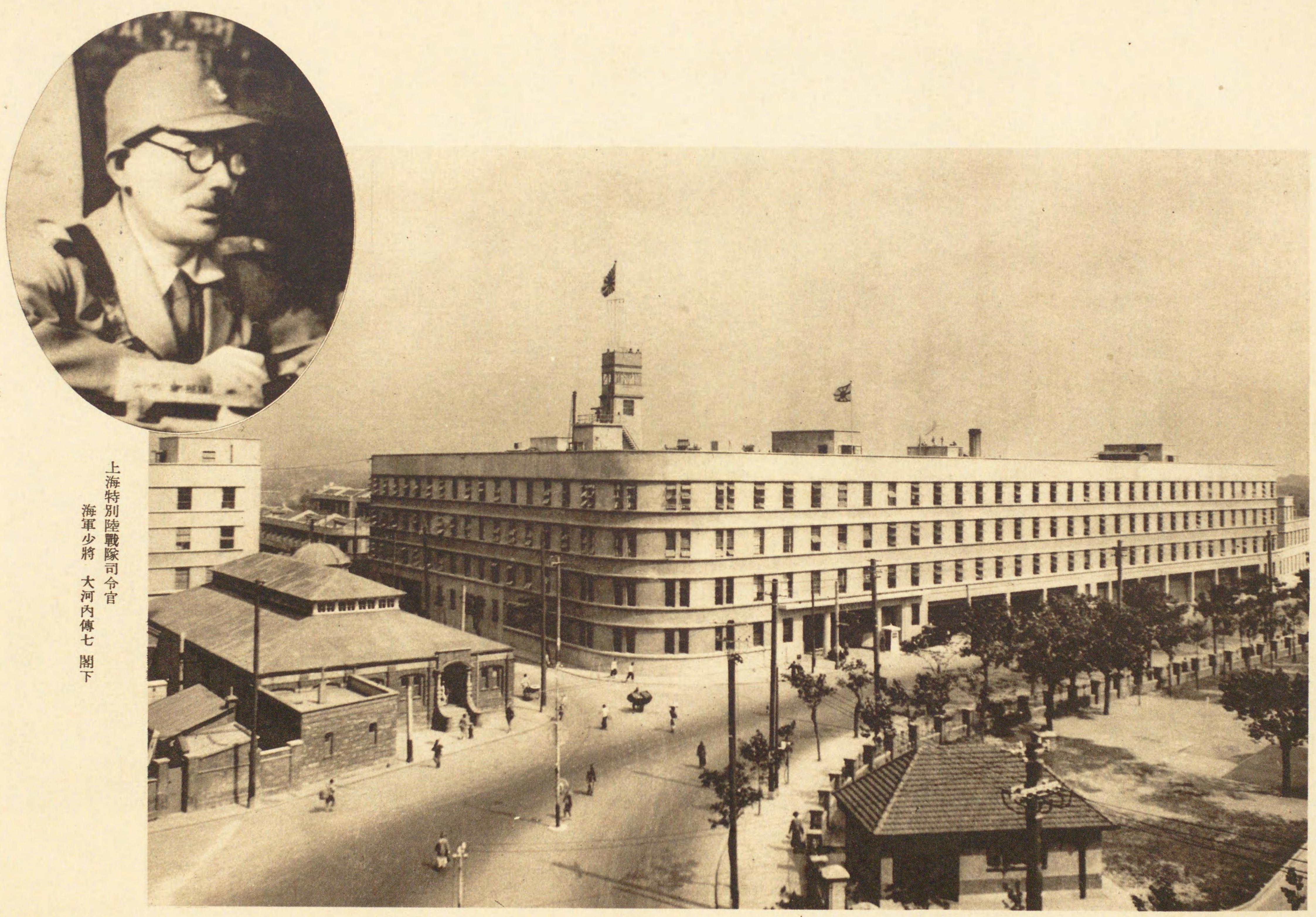
日本海军特别陆战队司令部旧址